# Pseudanthias tuka
Pseudanthias tuka är en fiskart som först beskrevs av Herre och Montalban 1927.  Pseudanthias tuka ingår i släktet Pseudanthias och familjen havsabborrfiskar. Inga underarter finns listade i Catalogue of Life.